# 桂文字助
桂 文字助（かつら もじすけ）は落語の名跡。江戸四代目の死後は空き名跡となっている。
- 上方初代桂文字助 - 後∶上方三代目桂藤兵衛
- 上方二代目桂文字助 - 上方三代目桂藤兵衛の門人に二代目文字助の名がある。本名∶杉山 長造。明治24年8月に廃業した。
- 上方三代目桂文字助 - 2代目月亭文都の門で都作、二世曽呂利新左衛門の門で新作を経て三代目桂文字助となった。本名∶梁瀬 熊吉。

- 江戸初代桂文字助 - 六代目桂文治の弟子。
- 江戸二代目桂文字助 - 最初二代目桂才賀の門で桂才太郎、その後1896年に二代目柳亭燕路一門で路太郎。更に六代目桂文治一門で文字助となった。
- 江戸四代目桂文字助  - 当該項目を参照